# Křivé
Křivé je vesnice, bývalá samostatná obec, v současné době katastrální území v okrese Vsetín. Nachází se 2,3 km jižně od centra Valašského Meziříčí a tvoří součást místní části Podlesí. Vesnice Podlesí se rozkládá z velké části na katastrálním území Křivé, menší část se pak rozkládá na katastrálním území Brňov.
První písemná zmínka o obci pochází z roku 1376, kdy byla součástí léna Arnoltovice. Obec byla založena někdy v rozmezí let 1250–1350 během německé kolonizace. Od roku 1850 byla obec Křivé součástí politického a soudního okresu Valašské Meziříčí. V roce 1960 se Křivé sloučilo s obcí Brňov, čímž vznikla nová obec Podlesí.
Křivé je v současné době název katastrálního území o výměře 539,7 ha. Základní sídelní jednotky katastrálního území mají charakter urbanistických obvodů s odloučenými obytnými plochami. Křivé tvoří součást obce Podlesí, místní části města Valašského Meziříčí. Na katastrálním území Křivé se v současnosti nachází většina rozlohy obce Podlesí, menší část se pak rozléhá na katastrálním území Brňov. Katastrem zaniklé obce Křivé protéká Křivský potok.

## Významní rodáci
- Alois Schneiderka (1896-1958), český akademický malíř.
- Ludvík Schneiderka (1903-1980), český akademický malíř.
- Josef Schneiderka (1899-1945), český akademický malíř.